# Markbygdens OK

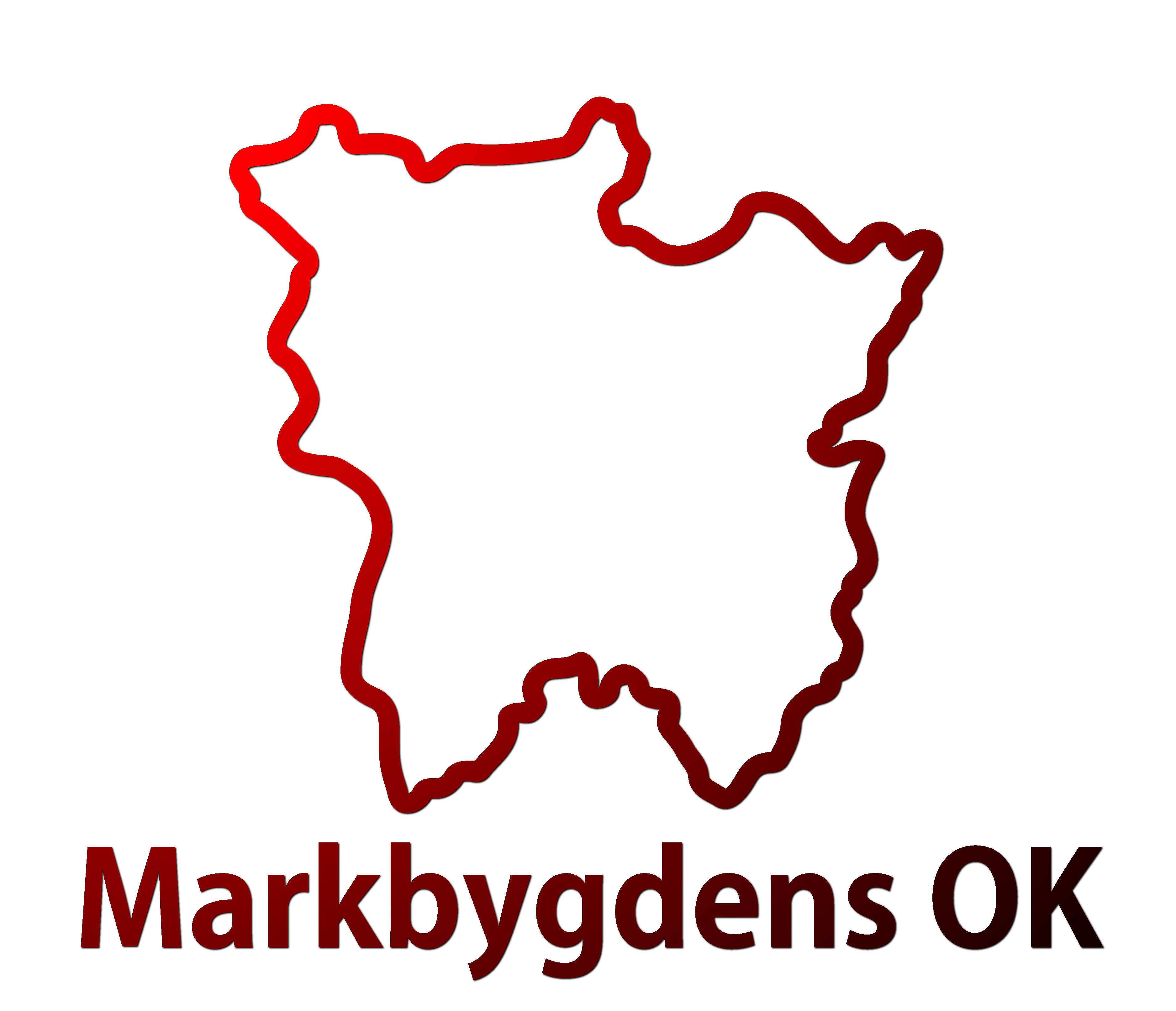
Markbygdens OK:s logotyp

Markbygdens OK är en orienteringsklubb som tjänar som tävlingsklubb för fem av de andra orienteringsklubbarna i Marks kommun (OK Mark, OK Räven, Skene SoIS, Fritsla VIK och Horreds SK). Klubben bildades 2006 och är sedan dess en av de ledande ungdomsklubbarna i Västergötland.